# Incidente ferroviario di Piacenza
L'incidente ferroviario di Piacenza, conosciuto anche come la strage del Pendolino, si verificò nella città emiliana il 12 gennaio 1997 alle ore 13:26.

## Dinamica dell'incidente
L'elettrotreno ad assetto variabile ETR.460 "Pendolino" numero 29, partì alle 12:55 del giorno di domenica 12 gennaio 1997 dalla stazione di Milano Centrale effettuando il treno rapido P9415 "Botticelli", diretto alla stazione di Roma Termini. Il treno trasportava a bordo 167 passeggeri. Alle ore 13:20, poco prima della stazione di Piacenza, fu costretto a una sosta tecnica per il bloccaggio di una porta guasta, per poi riprendere la corsa poco dopo.
Alle 13:26, mentre il convoglio imboccava la curva di ingresso della stazione di Piacenza, a circa 400 metri dall'asse del fabbricato viaggiatori, la carrozza di testa uscì dai binari e si ribaltò, colpendo alcuni pali di sostegno della linea aerea uno dei quali aprí la cassa in due da parte a parte. Delle carrozze successive, sei furono trascinate nel deragliamento e solo le ultime due rimasero sul binario.
Morirono i due macchinisti in servizio, due agenti della Polizia ferroviaria, due hostess e due viaggiatrici. A bordo del treno si trovava anche il politico Francesco Cossiga, senatore a vita ed ex presidente della Repubblica, che ne uscì illeso unicamente grazie al caso, in quanto al momento dell'incidente si trovava nella carrozza ristorante e non al posto che gli era stato assegnato, nella carrozza di testa.

## Indagini
Le prime notizie diffuse dalla stampa parlarono di eccessiva velocità del treno e ipotizzarono uno stato di ubriachezza dei due macchinisti. Tale tesi non ebbe alcun seguito al processo per "carenza di elementi probatori".
Alcune associazioni sindacali di categoria ipotizzarono la frattura dell'albero di trasmissione anteriore della motrice di testa, che sarebbe caduto sul binario impuntandosi e sollevando il veicolo, un fenomeno noto come "salto con l'asta". Il pezzo in questione era già stato soggetto a riparazioni sul treno incidentato ed era in corso una verifica di tale componente su tutti i Pendolini presso lo stabilimento della FIAT Ferroviaria di Savigliano. Tale causa fu successivamente esclusa, in quanto la FIAT Ferroviaria aveva da poco effettuato modifiche agli alberi di trasmissione delle motrici e, allo scopo di ridurre il rischio di deragliamento conseguente alla rottura, aveva deciso di ingabbiare gli alberi stessi in una griglia di contenimento in acciaio. Questo provvedimento rendeva fisicamente impossibile la caduta e l'incastro nel terreno di tale parte meccanica, per cui l'incidente non poté essere attribuito a tale guasto.
Alla fine si indicò nuovamente come causa dell'incidente l'eccessiva velocità, dovuta a errore umano da parte dei macchinisti: dall'analisi del tracciato tachigrafico del convoglio risultava che esso, al momento dello svio, stava viaggiando ad una velocità di 160 km/h, di ben 55 km/h più alta rispetto a quella massima consentita in tale tratta, pari a 105 km/h (in quel punto il limite di velocità è il più basso di tutta la linea Milano-Bologna, proprio a causa della presenza di quella curva).
Oltretutto, fino al 1992 i sistemi di sicurezza e segnalamento ferroviario presenti nel tratto di linea interessato azionavano automaticamente la frenatura sui convogli che affrontavano la curva incriminata a velocità superiori ai 115 km/h, quindi in tale situazione il treno avrebbe rallentato forzatamente, riducendo il rischio di incidente; a partire dal 1992 tale impostazione era stata modificata, aumentando la velocità di attivazione delle frenate automatiche a 185 km/h, superiore a quella a cui il Pendolino procedeva al momento dello svio. Si ricorda infine che, nel 1997, non era ancora presente su nessuna ferrovia italiana il sistema di controllo SCMT, progettato e installato a partire dal 2003, che impedisce fisicamente al macchinista di non rispettare le segnalazioni e i limiti di velocità (arrestando automaticamente il convoglio se ciò avviene) ed è stato concepito proprio per evitare incidenti causati da ciò.
Nel 2001 i 25 dirigenti delle Ferrovie dello Stato finiti sotto processo con l'imputazione di omicidio colposo plurimo, lesioni colpose e disastro ferroviario colposo furono assolti per non aver commesso il fatto.

## Vittime
- Lidio De Sanctis, 55 anni, di Colle Fiorito, macchinista.
- Pasquale Sorbo, 46 anni, di Roma, macchinista.
- Cinzia Assetta, 34 anni, di Roma, hostess.
- Lorella Santone, 25 anni, di Cellino Attanasio, hostess.
- Francesco Ardito, 22 anni, di Grottaglie, agente della Polfer e addetto alla sorveglianza.
- Gaetano Morgese, 23 anni, di Terlizzi (BA), agente della Polfer e addetto alla sorveglianza.
- Agatina Carbonaro, 73 anni, di Milano, passeggera.
- Carmela Landi, 64 anni, di Roma, passeggera.

## Memoria
Nei pressi del binario 1 Ovest, binario tronco per il servizio passeggeri presente nella stazione di Piacenza, è stato edificato un monumento commemorativo delle vittime di questo incidente.
Nel gennaio del 2016 il Comune di Piacenza, in occasione del 19º anniversario della strage, ha inaugurato nei pressi della stazione ferroviaria il "Parcheggio del Sole", dedicato alla memoria delle vittime.